# Vága Bóltfelag
Il VB Vágur (nome completo: Vágs Bóltfelag) era una società calcistica faroese con sede nella città di Vágur, fondata nel 1905. Nel 2005 si fuse con il Sumba, dando vita al VB/Sumba. Questa nuova società, prima dell'inizio della stagione 2010, passò a chiamarsi FC Suðuroy, che milita ora nella Formuladeildin, la massima categoria del calcio faroese. I suoi colori sociali erano il rosso e il bianco. Attualmente il Suðuroy presenta un completo totalmente blu.

## Palmarès

### Competizioni nazionali
- Formuladeildin: 1

2000
- Coppa delle Isole Fær Øer: 1

1974
- 1. deild: 4

1964, 1986, 1994, 1997

### Altri piazzamenti
- Coppa delle Fær Øer:

Finalista: 1956, 1977, 1997